# MG ZT
MG ZT – samochód osobowy klasy średniej wyższej produkowany przez brytyjską firmę Morris Garages w latach 2001-2005 jako sportowa odmiana Rovera 75. W 2004 roku auto przeszło facelifting. Wersję ZT 260 napędzał silnik 4.6 V8 zapożyczony z Forda Mustanga z napędem przenoszonym na tylną oś.
| Wersja | Silnik | osiągi |
| ------ | --- | --- |
| ZT 160 | - V6 2,5 l (2497 cm³), 4 zawory na cylinder, DOHC - Układ zasilania: wtrysk Siemens - Średnica cylindra × skok tłoka: 80,00 mm × 82,80 mm - Stopień sprężania: 10,25:1 - Moc maksymalna: 159 KM (117 kW) przy 6250 obr./min - Maksymalny moment obrotowy: 230 N•m przy 4000 obr./min                                                   | - Przyspieszenie 0-100 km/h: 9,3 s - Prędkość maksymalna: 208 km/h - Średnie zużycie paliwa: 9,4 l / 100 km - Maksymalny moment obrotowy 245 Nm 4000 obr./min                                                                            |
| ZT 190 | - V6 2,5 l (2497 cm³), 4 zawory na cylinder, DOHC - Moc maksymalna: 190 KM 6000 obr./min | - Przyśpieszenie 0-100 km/h: 7,7 s |
| ZT 260 | - V8 4,6 l (4601 cm³), 2 zawory na cylinder, SOHC - Układ zasilania: wtrysk SMPFi - Średnica cylindra × skok tłoka: 90,20 mm × 90,00 mm - Stopień sprężania: 9,4:1 - Moc maksymalna: 260 KM (191 kW) przy 5000 obr./min - Maksymalny moment obrotowy: 410 N•m przy 4000 obr./min - Maksymalna prędkość obrotowa silnika: 6000 obr./min | - Przyspieszenie 0-100 km/h: 6,7 s - Przyspieszenie 0-160 km/h: 17,1 s - Czas przejazdu pierwszych 400 m: 15,3 s - Czas przejazdu pierwszego kilometra: 26,9 s - Prędkość maksymalna: 250 km/h - Średnie zużycie paliwa: 13,2 l / 100 km |

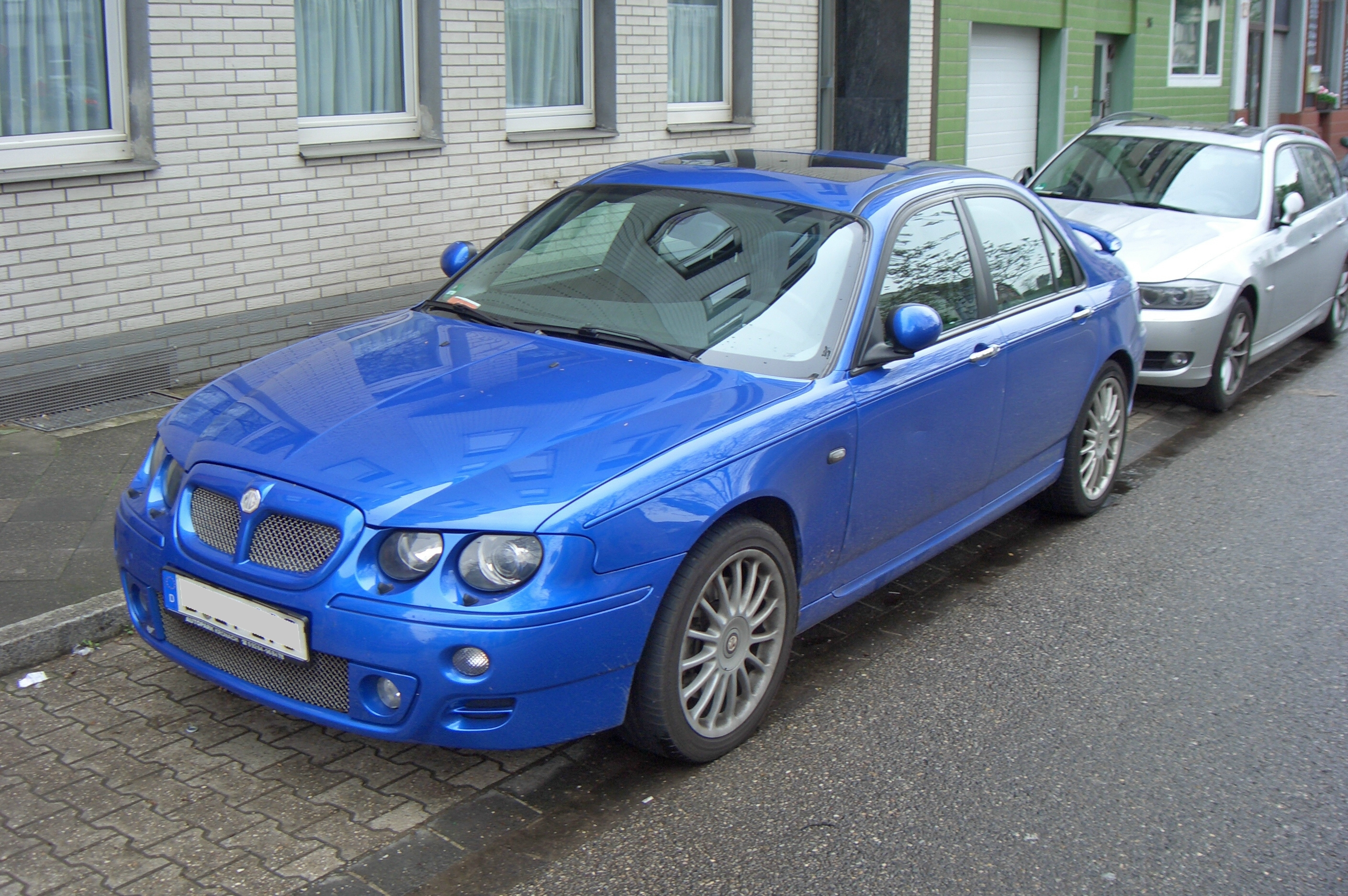
MG ZT przed face liftingiem
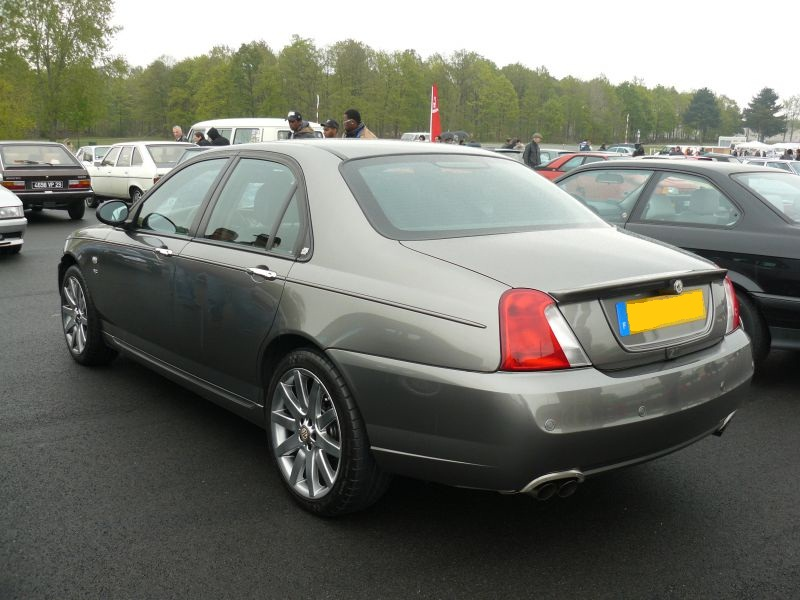
Tył MG ZT po face liftingu
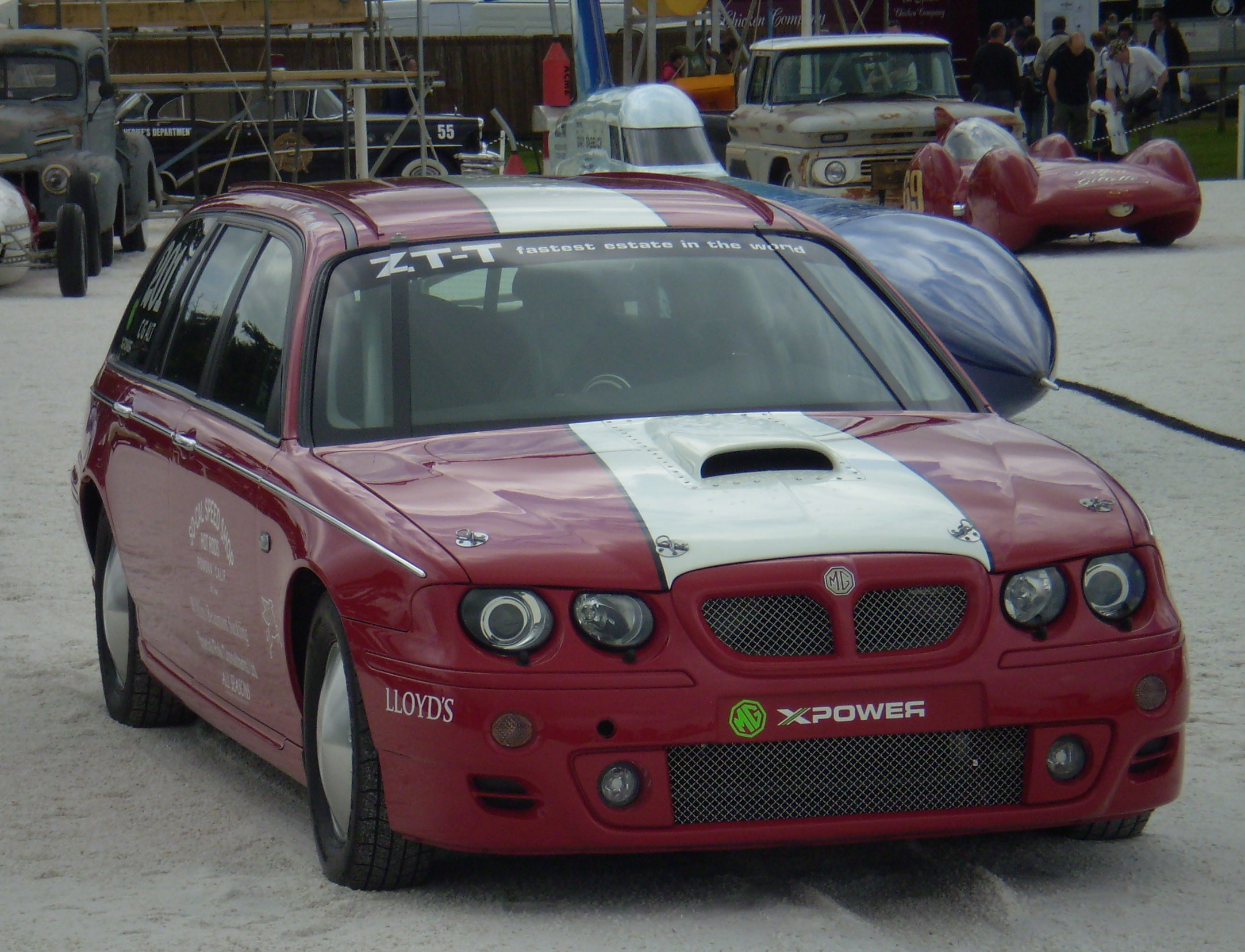
MG ZT-T 260 w wersji Tourer